# RabbitMQ
RabbitMQ（ラビットエムキュー）は、Advanced Message Queuing Protocol (AMQP) を使用した、オープンソースのメッセージ指向ミドルウェアである。
RabbitMQ Serverは、Erlang言語で記述されており、クラスタリングとフェイルオーバーのためにOpen Telecom Platformフレームワークで構築されている。
当初の開発元はRabbit Technologies社であったが、2010年4月にSpringSource社に買収され、その後SpringSource社がVMwareに買収された。そして、EMCとVMware、GEの出資で設立されたPivotal Software社がRabbitMQの開発・サポートを行っていたが、2019年にVMware社がPivotal Softwareを吸収合併し、今はVMware社がサポートを行っている。
2017年現在、公式にクライアントライブラリを配布しているのは Erlang / Java / .NET（C#含む）となっている。しかしAMQPは言語非依存であるため、公式対応言語も含めて有志によるライブラリが多数作成されており、公式サイトでも紹介されている。